# Seznam lotyšských spisovatelů

## A
- Inga Ābele
- Eriks Ādamsons
- Juris Alunāns
- Aspazija (vl. jménem Elsa Rozenbergová)

## B
- Pauls Bankovskis
- Krišjānis Barons
- Anna Baugová
- Alberts Bels
- Rūdolfs Blaumanis

## Č
- Aleksandrs Čaks

## E
- Anšlavs Eglītis
- Regīna Ezera

## K
- Sandra Kalniete

## L
- Vilis Lācis
- Ansis Līventāls
- Egons Līvs

## M
- Garlieb Merkel, lotyšsky Garlībs Merķelis, pobaltský Němec a lotyšský národní buditel

## N
- Neredzīgais Indriķis (Slepý Jinfřich), básník

## P
- Andrejs Pumpurs

## R
- Jānis Rainis (vl. jménem Jānis Pliekšāns)

## U
- Andrejs Upīts

## V
- Ojārs Vācietis